# Vilniaus Vytis
FK Vilniaus Vytis is een Litouwse voetbalclub uit Vilnius. In 2016 promoveerde de club naar de Pirma lyga.

## Erelijst
- Pirma lyga (D2)

3. plaats: 2016, 2017, 2019
- Antra lyga (D3)

1. plaats: 2015
- Trečia lyga (D4)

1. plaats: 2013, 2014

## Seizoen na seizoen
FK TAIP
| Seizoen | Niveau | Liga                  | Plaats | Webplaats | Opmerkingen |
| ------- | ------ | --------------------- | ------ | --------- | ----------- |
| 2012    | 4.     | Trečia lyga (Vilnius) | 3.     |           |             |
| 2013    | 4.     | Trečia lyga (Vilnius) | 1.     |           |             |
| 2014    | 4.     | Trečia lyga (Vilnius) | 1.     |           | promoveerde |
| 2015    | 3.     | Antra lyga (Pietūs)   | 1.     |           | promoveerde |

FK Vilniaus Vytis
| Seizoen | Niveau | Liga       | Plaats | Webplaats | Opmerkingen |
| ------- | ------ | ---------- | ------ | --------- | ----------- |
| 2016    | 2.     | Pirma lyga | 3.     | [ 1 ]     |             |
| 2017    | 2.     | Pirma lyga | 3.     | [ 2 ]     |             |
| 2018    | 2.     | Pirma lyga | 6.     | [ 3 ]     |             |
| 2019    | 2.     | Pirma lyga | 3.     | [ 4 ]     |             |
| 2020    | 2.     | Pirma lyga | 7.     | [ 5 ]     |             |
| 2021    | x      | x          | x      | [ 6 ]     |             |